# Огава Сота
Сота Огава (яп. 小川翔太; нар. 29 листопада 1998, префектура Осака) — японський борець греко-римського стилю, бронзовий призер чемпіонату світу серед дорослих, чемпіон світу серед молоді.

## Життєпис
Виступає за борцівський клуб Японського університету спортивної науки. 

## Спортивні результати на міжнародних змаганнях

### Виступи на Чемпіонатах світу
| Змагання                        | Збірна | Вагова категорія                 | Місце  |
| ------------------------------- | ------ | -------------------------------- | ------ |
| Чемпіонат світу з боротьби 2019 | Японія | греко-римська боротьба, до 55 кг | Бронза |

### Виступи на інших змаганнях
| Змагання                                         | Збірна | Вагова категорія                 | Місце  |
| ------------------------------------------------ | ------ | -------------------------------- | ------ |
| Всеяпонський відкритий чемпіонат з боротьби 2018 | Японія | греко-римська боротьба, до 55 кг | Срібло |
| Чемпіонат Японії з боротьби 2018                 | Японія | греко-римська боротьба, до 55 кг | Бронза |

### Виступи на змаганнях молодших вікових груп
| Змагання                                      | Збірна | Вагова категорія                 | Місце  |
| --------------------------------------------- | ------ | -------------------------------- | ------ |
| Чемпіонат світу з боротьби серед юніорів 2018 | Японія | греко-римська боротьба, до 55 кг | 8      |
| Чемпіонат світу з боротьби серед кадетів 2013 | Японія | греко-римська боротьба, до 42 кг | 12     |
| Чемпіонат світу з боротьби серед кадетів 2015 | Японія | греко-римська боротьба, до 50 кг | 13     |
| Чемпіонат світу з боротьби серед кадетів 2017 | Японія | вільна боротьба, до 46 кг        | 14     |
| Чемпіонат світу з боротьби серед молоді 2019  | Японія | греко-римська боротьба, до 55 кг | Золото |